# Mohammed Al-Hammadi
Mohamed Rashid Ahmed Al Hammadi, meglio noto come  Mohammed Al-Hammadi (in arabo محمد الحمادي‎?; Umm al-Quwain, 11 maggio 1997), è un calciatore emiratino, attaccante dell'Al-Bataeh .

## Carriera

### Club
Al-Hammadi è cresciuto, calcisticamente parlando, nel settore giovanile della squadra di Abu Dhabi dell'Al-Wahda; con questa squadra ha fatto il suo esordio da professionista, il 26 gennaio 2017 nella sfida valida per la UAE Arabian Gulf League 2016-2017 terminata per 0-0 contro l'Al Dhafra; con la maglia dell'Al-Wahda ha collezionato anche 6 presenze, distribuite su tre edizioni, nella AFC Champions League.
Nel 2020 si è trasferito al Baniyas dove è rimasto per quattro stagioni in cui ha collezionato 52 presenze e 4 goal; per poi firmare nell'estate del 2023 con l'Al-Bataeh.

### Nazionale
Ha giocato nelle nazionali giovanili emiratine Under-20 ed Under-23.

## Palmarès

### Club

#### Competizioni nazionali
- UAE Super Cup: 1

Al-Wahda:  2017
- UAE Arabian Gulf Cup: 1

Al-Wahda: 2017-18
- Coppa del Presidente degli Emirati Arabi Uniti: 1

Al-Wahda: 2016-2017